# Heartland League
La Heartland League fu una lega minore del baseball USA, attiva fra il 1996 e il 1998 negli stati centrali.
Fu fondata con squadre a Lafayette, Anderson, Will County e Dubois County. Lafayette vinse il campionato nel 1996. Nel 1997 Clarkville Coyotes, Tennessee Tomahawks e Columbia Mules si unirono dalla Big South League. Gli Altoona Rail Kings arrivarono poi dalla North Atlantic League, portando così a otto le squadre. In quell'anno la lega coinvolse 210,000 fans, tre volte il risultato della stagione precedente. La lega schierò sei squadre nel 1998, ma Huntington e Booneville lasciarono a metà stagione e la lega si fermò quando i Cook County Cheetahs saltarono nella Frontier League. I Cheetahs si spostarono a Crestwood e si chiamarono Windy City Thunderbolts.
La lega rinacque pochi anni dopo con il nome di Mid-America League, con sede a Lafayette, con squadre unicamente dall'Indiana. Non vi era alcuna affiliazione con la MLB o altre leghe.

## Squadre della MAL
| Squadra                    | Città        | Stadio                             |
| -------------------------- | ------------ | ---------------------------------- |
| Anderson Lawmen            | Anderson     | Memorial Field                     |
| East Chicago Conquistadors | East Chicago | E.J. Block Athletic Field          |
| Lafayette Leopards         | Lafayette    | Loeb Stadium                       |
| Merrillville Mud Dogs      | Merrillville | Merrillville H.S. baseball stadium |